# Dino Kluk
Dino Kluk (Zagabria, 13 maggio 1991) è un calciatore croato, difensore del Trešnjevka.

## Carriera
Ha giocato nella massima serie dei campionati croato, ceco e lettone.